# جورج سيموند
جورج سيموند (بالإنجليزية: George Simond)‏ مواليد 23 يناير 1867 في مرليبون، إنجلترا - الوفاة 8 أبريل 1941 في مونت كارلو، كان لاعب كرة مضرب بريطاني. سبق أن شارك في دورة الألعاب الأولمبية الصيفية وفاز بالميدالية الفضية.

## الميداليات
| الميدالية | المسابقة                       |
| --------- | ------------------------------ |
| فضية      | الألعاب الأولمبية الصيفية 1908 |

## روابط خارجية
- جورج سيموند على موقع رابطة محترفي التنس (الإنجليزية)
- جورج سيموند على موقع الاتحاد الدولي لكرة المضرب (الإنجليزية)
- جورج سيموند على موقع أوليمبيديا (الإنجليزية)